# Coleophora parvella
Coleophora parvella é uma espécie de mariposa do gênero Coleophora pertencente à família Coleophoridae.